# István Megyesi
István Megyesi (ur. 31 marca 1949 w Csanytelek – zm. 25 lipca 2016 w Budapeszcie) – węgierski piłkarz grający na pozycji lewego obrońcy. Był reprezentantem Węgier.

## Kariera klubowa
Swoją karierę piłkarską Megyesi rozpoczął w klubie Békéscsaba 1912 Előre. W 1967 roku awansował do kadry pierwszego zespołu i w sezonie 1967 zadebiutował w jego barwach w trzeciej lidze węgierskiej. W klubie z Békéscsaby występował przez półtora roku. W połowie 1968 roku przeszedł do Ferencvárosi TC. W Ferencvárosi grał do końca sezonu 1977/1978, czyli do końca swojej kariery. Z klubem tym wywalczył dwa tytuły mistrza Węgier w sezonach 1968 i 1975/1976, cztery wicemistrzostwa Węgier w sezonach 1970, 1970/1971, 1972/1973 i 1973/1974 oraz zdobył cztery Puchary Węgier w sezonach 1971/1972, 1973/1974, 1975/1976 i 1977/1978. W sezonie 1974/1975 dotarł z nim do finału Pucharu Zdobywców Pucharów,  a w finałowym, przegranym 0:3 meczu z Dynamem Kijów, rozegrał pełne 90 minut.
| Sezon   | Klub                  | Kraj  | Rozgrywki | Mecze | Gole |
| ------- | --------------------- | ----- | --------- | ----- | ---- |
| 1967    | Békéscsaba 1912 Előre | Węgry | NB III    | ?     | ?    |
| 1968    | Békéscsaba 1912 Előre | Węgry | NB III    | ?     | ?    |
| 1968    | Ferencvárosi TC       | Węgry | NB I      | 1     | 0    |
| 1969    | Ferencvárosi TC       | Węgry | NB I      | 22    | 0    |
| 1970    | Ferencvárosi TC       | Węgry | NB I      | 16    | 0    |
| 1970/71 | Ferencvárosi TC       | Węgry | NB I      | 15    | 0    |
| 1971/72 | Ferencvárosi TC       | Węgry | NB I      | 26    | 1    |
| 1972/73 | Ferencvárosi TC       | Węgry | NB I      | 17    | 0    |
| 1973/74 | Ferencvárosi TC       | Węgry | NB I      | 30    | 1    |
| 1974/75 | Ferencvárosi TC       | Węgry | NB I      | 27    | 0    |
| 1975/76 | Ferencvárosi TC       | Węgry | NB I      | 24    | 1    |
| 1976/77 | Ferencvárosi TC       | Węgry | NB I      | 26    | 0    |
| 1977/78 | Ferencvárosi TC       | Węgry | NB I      | 9     | 0    |

## Kariera reprezentacyjna
W reprezentacji Węgier Megyesi zadebiutował 9 września 1970 w przegranym 1:3 towarzyskim meczu z Republiką Federalną Niemiec, rozegranym w Norymbergi. Od 1970 do 1975 rozegrał w kadrze narodowej 7 meczów.